# Generali Open Kitzbühel 2022
Generali Open Kitzbühel 2022 byl profesionální tenisový turnaj hraný jako součást mužského okruhu ATP Tour na otevřených antukových dvorcích Tennis Stadium Kitzbühel. Probíhal mezi 25. až 31. červencem 2022 v rakouském alpském letovisku Kitzbühel jako sedmdesátý osmý ročník turnaje.
Turnaj s rozpočtem 597 500 eur patřil do kategorie ATP Tour 250. Nejvýše nasazeným hráčem ve dvouhře se po odhlášení Ruuda s Berrettinim stal dvacátý tenista světa Roberto Bautista Agut. Jako poslední přímý účastník do singlové soutěže nastoupil 111. hráč žebříčku, Němec Yannick Hanfmann. V důsledku invaze Ruska na Ukrajinu na konci února 2022 řídící organizace tenisu ATP, WTA a ITF s grandslamy rozhodly, že ruští a běloruští tenisté mohli dále na okruzích startovat, ale do odvolání nikoli pod vlajkami Ruska a Běloruska.
Jedenáctý singlový a druhý antukový titul na okruhu ATP Tour vybojoval Španěl Roberto Bautista Agut. Čtyřhru ovládla španělsko-italská dvojice Pedro Martínez a Lorenzo Sonego, jejíž členové si připsali z třetí společné účasti první párovou trofej.

## Rozdělení bodů a finančních odměn

### Rozdělení bodů
| Soutěž       | Soutěž | vítězové | finalisté | semifinalisté | čtvrtfinalisté | 16 v kole | 32 v kole | Q  | Q2 | Q1 |
| ------------ | ------ | -------- | --------- | ------------- | -------------- | --------- | --------- | -- | -- | -- |
| dvouhra mužů | [ 1 ]  | 250      | 150       | 90            | 45             | 20        | 0         | 12 | 6  | 0  |
| čtyřhra mužů | [ 5 ]  | 250      | 150       | 90            | 45             | 0         | —         | —  | —  | —  |

### Finanční odměny
| Soutěž                                | Soutěž      | vítězové | finalisté | semifinalisté | čtvrtfinalisté | 16 v kole | 32 v kole | Q2      | Q1      |
| ------------------------------------- | ----------- | -------- | --------- | ------------- | -------------- | --------- | --------- | ------- | ------- |
| dvouhra mužů                          | [ 1 ] [ 6 ] | 81 310 € | 47 430 €  | 27 885 €      | 16 160 €       | 9 380 €   | 5 730 €   | 2 870 € | 1 565 € |
| čtyřhra mužů                          | [ 5 ]       | 28 250 € | 15 110 €  | 8 860 €       | 4 950 €        | 2 920 €   | —         | —       | —       |
| částka ve čtyřhrách je uvedena na pár |             |          |           |               |                |           |           |         |         |

## Mužská dvouhra

### Nasazení
| Stát                             | Hráč                  | ATP | Nasazení |
| -------------------------------- | --------------------- | --- | -------- |
| Norsko                           | Casper Ruud           | 5.  | 1.       |
| Itálie                           | Matteo Berrettini     | 15. | 2.       |
| Španělsko                        | Roberto Bautista Agut | 19. | 3.       |
|                                  | Aslan Karacev         | 37. | 4.       |
| Španělsko                        | Albert Ramos-Viñolas  | 40. | 5.       |
| Nizozemsko                       | Tallon Griekspoor     | 47. | 6.       |
| Španělsko                        | Pedro Martínez        | 52. | 7.       |
| Portugalsko                      | João Sousa            | 58. | 8.       |
| Itálie                           | Lorenzo Sonego        | 60. | 9.       |
| Francie                          | Richard Gasquet       | 64. | 10.      |
| Žebříček ATP k 18. červenci 2022 |                       |     |          |

### Jiné formy účasti
Následující hráči obdrželi divokou kartu do hlavní soutěže:
- Nicolás Jarry
- Filip Misolic
- Jurij Rodionov

Následující hráč nastoupil pod žebříčkovou ochranou:
- Dominic Thiem

Následující hráči postoupili z kvalifikace:
- Hernán Casanova
- Vít Kopřiva
- Gerald Melzer
- Sebastian Ofner

Následující hráči postoupili z kvalifikace jako šťastní poražení:
- Daniel Dutra da Silva
- Ivan Gachov
- Vitalij Sačko
- Alexandr Ševčenko

### Odhlášení
před zahájením turnaje
- Matteo Berrettini → nahradil jej   Alexandr Ševčenko
- Alejandro Davidovich Fokina → nahradil jej  Juan Pablo Varillas
- Márton Fucsovics → nahradil jej  Daniel Dutra da Silva
- Tallon Griekspoor → nahradil jej   Ivan Gachov
- Gaël Monfils → nahradil jej  Jiří Lehečka
- Oscar Otte → nahradil jej  Carlos Taberner
- Arthur Rinderknech → nahradil jej  Thiago Monteiro
- Casper Ruud → nahradil jej  Vitalij Sačko

## Mužská čtyřhra

### Nasazení
| Stát                                                                        | Hráč           | Stát        | Hráč             | ATP  | Nasazení |
| --------------------------------------------------------------------------- | -------------- | ----------- | ---------------- | ---- | -------- |
| Německo                                                                     | Tim Pütz       | Nový Zéland | Michael Venus    | 26.  | 1.       |
| Indie                                                                       | Rohan Bopanna  | Nizozemsko  | Matwé Middelkoop | 44.  | 2.       |
| Německo                                                                     | Kevin Krawietz | Německo     | Andreas Mies     | 60.  | 3.       |
| Belgie                                                                      | Sander Gillé   | Belgie      | Joran Vliegen    | 100. | 4.       |
| Žebříček ATP k 18. červenci 2022; číslo je součtem umístění obou členů páru |                |             |                  |      |          |

### Jiné formy účasti
Následující páry obdržely divokou kartu do hlavní soutěže:
- Lukas Neumayer /  Sebastian Ofner
- Neil Oberleitner /  Jurij Rodionov

Následující pár nastoupil z pozice náhradníka:
- Jonatan Erlich /  João Sousa

### Odhlášení
před zahájením turnaje
- Rohan Bopanna /  Matwé Middelkoop → nahradili je  Jonatan Erlich /  João Sousa
- Nikola Ćaćić /  Dušan Lajović → nahradili je  Nikola Ćaćić /  Treat Conrad Huey
- Marcel Granollers /  Pedro Martínez → nahradili je  Pedro Martínez /  Lorenzo Sonego

## Přehled finále

### Mužská dvouhra
- Roberto Bautista Agut vs.  Filip Misolic, 6–2, 6–2

### Mužská čtyřhra
- Pedro Martínez /  Lorenzo Sonego vs.  Tim Pütz /  Michael Venus, 5–7, 6–4, [10–8]